# Ricardo Chaves
Ricardo Chaves Pedreira de Freitas, ou simplesmente Ricardo Chaves (Salvador, 11 de junho de 1963), é um cantor brasileiro.

## Carreira
Ricardo Chaves iniciou a carreira como baixista de um grupo de rock chamado Fim da Picada. Mais tarde, em 1982, tornou-se cantor de axé music no bloco da Banda Pinel, a convite de Durval Lélys (que seria posteriormente o vocalista do Asa de Águia), onde permaneceu por cinco anos. Formou-se em Administração de Empresas.
Após ser vocalista da banda de rock Cabo de Guerra, seguiu na carreira solo em 1986, gravando seu primeiro disco no ano seguinte, intitulado Era Matéria, pela gravadora RCA. Também em 1987, puxou o bloco Frenesi e, entre 1988 e 1992, foi o puxador do bloco Eva.
Em 1993, comandou o bloco Crocodilo, para o qual compôs seu principal sucesso: a música "O Bicho". Em 1995, comandou o bloco Coruja, permanecendo por seis anos. Em 2002, retornou ao bloco Crocodilo. Em 2003, lançou seu trio elétrico independente, o Off Road. Desde 2007, comanda o bloco O Bicho.

## Discografia
- 1987 - Era Matéria
- 1988 - Ricardo Chaves
- 1990 - Reencontro
- 1991 - Via Principal
- 1992 - O Bicho
- 1993 - Clareia
- 1994 - Sempre Demais
- 1995 - Segredos
- 1996 - Vem Ser Feliz
- 1997 - Jogo de Cena
- 1998 - Ricardo Chaves Ao Vivo
- 1999 - Futuro do Passado
- 2000 - O Circo
- 2002 - O Show
- 2004 - Cantador de Alegria
- 2007 - Ricardo Chaves - Ao Vivo em Salvador (CD/DVD)
- 2009 - Um estado de Espírito - Carnaval 2008
- 2011 - Tudo de Bom
- 2015 - Nossa Hora